# Vesoul
Vesoul /(bəz.ã.'sɔ̃)/ (njemački: Bisanz) glavni je i najveći grad francuske pokrajine Franche-Comté u sjeveroistočnoj Francuskoj, s otprilike 15 000 stanovnika u metropolskom području prema podacima iz 1999. godine. Poznat kao jedan od najzelenijih gradova u Francuskoj. Smješten je u blizini granice sa Švicarskom. Prefektura je (glavni grad) departmana Haute-Saône.

## Vanjske poveznice
|  | Zajednički poslužitelj ima stranicu o temi Vesoul |

|  | Portal Francuske – Pristup člancima s tematikom o Francuskoj. |